# کول‌تپه داراب
کول‌تپه داراب مربوط به سده‌های میانه دوران‌های تاریخی پس از اسلام است و در شهرستان سرآب، بخش مهربان، دهستان شربیان، روستای داراب واقع شده و این اثر در تاریخ ۱۵ دی ۱۳۸۷ با شمارهٔ ثبت ۲۳۹۲۹ به‌عنوان یکی از آثار ملی ایران به ثبت رسیده است.